# Scheldeloodsenkoor
Het Scheldeloodsenkoor is op 27 april 1971 in Vlissingen opgericht door de loods Albert Veldkamp. Het koor zingt voornamelijk Engelstalige zeemansliederen en wordt begeleid door een eigen orkestje.

## Geschiedenis
Als voorbeeld diende het Duitse loodsenkoor Knurrhahn uit Kiel. Oorspronkelijk was het lidmaatschap van het Vlissingse koor voorbehouden aan (oud) loodsen, later konden ook buitenstaanders lid worden.

## Repertoire
Het Scheldeloodsenkoor is het eerste shantykoor van Nederland. Op het repertoire staan uitsluitend shanties: de oude werkliederen zoals ze vroeger aan boord van zeilschepen werden gezongen om samen hetzelfde ritme te hebben bij het hijsen en brassen van de zeilen en het ophalen van het anker. 

## Concerten
Het Scheldeloodsenkoor treedt zowel in Nederland als in het buitenland op. Al een jaar na de oprichting deed het koor mee aan de openings- en sluitingsceremonie van de zeilwedstrijden in Kiel tijdens de Olympische Zomerspelen van 1972. In de loop der jaren werden tournees gemaakt naar de Verenigde Staten, Australië en door heel Europa. Op de Nederlandse radio en televisie zijn de zingende loodsen uit Vlissingen regelmatig te horen en te zien. Hun optredens zijn op platen, cd's en dvd's vastgelegd.

## Dirigenten
- Evert Heijblok (1971)
- Flip Feij (1972 - 1980)
- Han Beekman (1 mei 1980 - 1992)
- Léon Bours (1992 - 12 maart 2015)
- Rob van der Meule (2015 - heden)